# Paul Fägerskiöld
Paul Carl Torsten Johannes Lennartsson Fägerskiöld, född 10 april 1982 i Stockholm, är en svensk målare som bor och verkar i Stockholm och New York. 
Paul Fägerskiöld utbildade sig på Kungliga Konsthögskolan i Stockholm 2005–10 och Akademie der bildenden Künste Wien 2007–09. Han har haft separatutställningar på Galleri Nordenhake i Berlin och i Stockholm.
Han fick Maria Bonnier Dahlins stipendium 2010, Fredrik Roos stipendium 2013 och Åke Andréns konstnärsstipendium 2018.